# Campeonato Mundial de Snowboard de 2011
O Campeonato Mundial de Snowboard de 2011 foi a nona edição do Campeonato Mundial de Snowboard, um evento de snowboard organizado pela Federação Internacional de Esqui (FIS), onde os snowboarders competem pelo título de campeão mundial. A competição foi disputada entre os dias 14 de janeiro e 22 de janeiro, na estação de esqui La Molina, localizado na cidade de Alp, Espanha, e as provas do big air na arena Palau Sant Jordi, na cidadde de Barcelona.

## Medalhistas

### Masculino
| Evento                           | Ouro                         | Prata                         | Bronze                            | Ref.  |
| Big air detalhes                 | Petja Piiroinen · Finlândia  | Seppe Smits[a] · Bélgica      | Rocco van Straten · Países Baixos | [ 2 ] |
| Halfpipe detalhes                | Nathan Johnstone · Austrália | Iouri Podladtchikov · Suíça   | Markus Malin · Finlândia          | [ 3 ] |
| Slopestyle detalhes              | Seppe Smits · Bélgica        | Niklas Mattsson · Suécia      | Ville Paumola · Finlândia         | [ 4 ] |
| Snowboard cross detalhes         | Alex Pullin · Austrália      | Seth Wescott · Estados Unidos | Nate Holland · Estados Unidos     | [ 5 ] |
| Slalom gigante paralelo detalhes | Benjamin Karl · Áustria      | Rok Marguc · Eslovênia        | Roland Fischnaller · Itália       | [ 6 ] |
| Slalom paralelo detalhes         | Benjamin Karl · Áustria      | Simon Schoch · Suíça          | Rok Marguc · Eslovênia            | [ 7 ] |

Nota
1. ^  Originalmente a medalha de prata foi conquistada pelo canadense Zachary Stone, porém ele teve sua medalha retirada após testes darem positivo para uso de Cannabis.[8]

### Feminino
| Evento                           | Ouro                                | Prata                               | Bronze                         | Ref.   |
| Halfpipe detalhes                | Holly Crawford · Austrália          | Ursina Haller · Suíça               | Liu Jiayu · China              | [ 9 ]  |
| Slopestyle detalhes              | Enni Rukajärvi · Finlândia          | Sarka Pancochova · República Tcheca | Shelly Gotlieb · Nova Zelândia | [ 10 ] |
| Snowboard cross detalhes         | Lindsey Jacobellis · Estados Unidos | Nelly Moenne Loccoz · França        | Dominique Maltais · Canadá     | [ 11 ] |
| Slalom gigante paralelo detalhes | Alena Zavarzina · Rússia            | Claudia Riegler · Áustria           | Doris Günther · Áustria        | [ 12 ] |
| Slalom paralelo detalhes         | Hilde-Katrine Engeli · Noruega      | Nicolien Sauerbreij · Países Baixos | Claudia Riegler · Áustria      | [ 13 ] |

## Quadro de medalhas
| Ordem | País             | Medalha de ouro | Medalha de prata | Medalha de bronze |    | Ordem por total |
| ----- | ---------------- | --------------- | ---------------- | ----------------- | -- | --------------- |
| 1     | Austrália        | 3               |                  |                   | 3  | 3               |
| 2     | Áustria          | 2               | 1                | 2                 | 5  | 1               |
| 3     | Finlândia        | 2               |                  | 2                 | 4  | 2               |
| 4     | Estados Unidos   | 1               | 1                | 1                 | 3  | 3               |
| 5     | Bélgica          | 1               | 1                |                   | 2  | 6               |
| 6     | Noruega          | 1               |                  |                   | 1  | 9               |
| 6     | Rússia           | 1               |                  |                   | 1  | 9               |
| 8     | Suíça            |                 | 3                |                   | 3  | 3               |
| 9     | Eslovênia        |                 | 1                | 1                 | 2  | 6               |
| 9     | Países Baixos    |                 | 1                | 1                 | 2  | 6               |
| 11    | França           |                 | 1                |                   | 1  | 9               |
| 11    | República Tcheca |                 | 1                |                   | 1  | 9               |
| 11    | Suécia           |                 | 1                |                   | 1  | 9               |
| 14    | Canadá           |                 |                  | 1                 | 1  | 9               |
| 14    | China            |                 |                  | 1                 | 1  | 9               |
| 14    | Itália           |                 |                  | 1                 | 1  | 9               |
| 14    | Nova Zelândia    |                 |                  | 1                 | 1  | 9               |
| TOTAL | TOTAL            | 11              | 11               | 11                | 33 | —               |